# Гозега
Гозега — река в России, протекает по Подпорожскому району Ленинградской области. Левый приток Нилы (притока Муромли). Длина реки составляет 8 км, площадь водосборного бассейна — 18,5 км².
Протекает по заболоченным лесам, ближайший населённый пункт — Красный Бор — расположен примерно в 10 км к юго-востоку от истока реки.

## Данные водного реестра
По данным государственного водного реестра России относится к Балтийскому бассейновому округу, водохозяйственный участок реки — Свирь без бассейна Онежского озера, речной подбассейн реки — Свирь (включая реки бассейна Онежского озера). Относится к речному бассейну реки Нева (включая бассейны рек Онежского и Ладожского озера).
Код объекта в государственном водном реестре — 01040100712102000012363.